# Terastiomyia lobifera
Terastiomyia lobifera är en tvåvingeart som beskrevs av Jacques-Marie-Frangile Bigot 1859. Terastiomyia lobifera ingår i släktet Terastiomyia och familjen borrflugor. Inga underarter finns listade i Catalogue of Life.